# Utredningen om ett effektivare arbete mot främlingsfientlighet
Utredningen om ett effektivare arbete mot främlingsfientlighet är en enmansutredning som leddes av den särskilda utredaren Bengt Westerberg, utsedd av regeringen Reinfeldt 5 maj 2011, med uppgift att föreslå hur arbetet mot främlingsfientlighet och liknande former av intolerans kan effektiviseras. Till utredningen fanns en expertgrupp knuten, sakkunniga och två referensgrupper.
Utredningen lämnade över sitt betänkande Främlingsfienden inom oss (SOU 2012:74) till statsrådet Erik Ullenhag i 9 november 2012. Syftet med betänkandet var att presentera en samlad kunskapsbild runt främlingsfientlighet och genom detta visa på hur arbetet mot främlingsfientlighet och liknande former av intolerans kunde effektiviseras.

## Innehåll
Utredningen handlar om arbetet mot främlingsfientlighet och rasism i Sverige. Viktiga utgångspunkter är forskning, svensk och europeisk lagstiftning och internationella människorättskonventioner, såsom FN:s deklaration om de mänskliga rättigheterna och FN:s konvention om avskaffande av alla former av rasdiskriminering. Arbetet mot främlingsfientlighet beskrivs ske såväl inom det offentliga Sverige och civilsamhället; arbetet sker på både statlig och lokal nivå, med hjälp av flera statliga myndigheter och frivilligorganisationer, bland annat Diskrimineringsombudsmannen, Svenska kommittén mot antisemitism och Stiftelsen Expo. 
Skolan beskrivs ha ett tydlig normkritisk uppdrag och har som uppgift att både förmedla kunskaper om demokrati och grundläggande värderingar, och att skapa en miljö där ingen kränks eller diskrimineras. "Skolan är en central arena i samhället. Varje barn tillbringar under sin grundskoletid ungefär en sjättedel av sin vakna tid i skolan." Det understryks att skolan är den enda institutionen med ett uttryckligt uppdrag att fostra demokrater och goda samhällsmedborgare.

## Utredningens definition av och diskussion om främlingsfientlighet
Främlingsfientlighet definieras i utredningen som en generaliserad intolerans, som kan ta sig olika former av diskriminerande uttryck, våld, negativa attityder och kulturella föreställningar. Utredningen belyser komplexiteten i begreppet, särskilt det faktum att det förutsätter en kategorisering av individer som "främmande" eller "annorlunda".
Enligt utredningen är det inte alltid rätt att betrakta negativa värderingar om främmande kulturer eller kulturyttringar som uttryck för främlingsfientlighet, och ger ett exempel om hedersvåld och barnäktenskap: "Att fördöma hedersvåld eller välkomna förslag om förbud mot barnäktenskap kan inte rimligen ses som främlingsfientligt." Men menar att den finns överallt, och tar upp idén om "institutionell främlingsfientlighet", som beskrivs som attityder och värderingar som "sitter i väggarna" på platser som arbetsplatser och skapar en miljö av diskriminering.
Främlingsfientlighet är enligt utredningen inte begränsad till extrema grupper, utan kan vara närvarande hos varje individ. Den kan påverkas av både individuella och kontextuella faktorer, som utbildningsnivå och arbetslöshet. Ett påpekande som görs är att "främling" inte alltid innebär personer med utländsk bakgrund. "Främlingen kan också vara en person som är född mitt ibland oss, till och med vara en av oss."
Vidare diskuteras också etnicitet som ett oklart begrepp, där en uppdelning av mänskligheten i etniciteter beskrivs som en social konstruktion, och att människor kan känna stark lojalitet till flera etniska grupper och kulturer. Det argumenteras mot uppfattningen att människor från olika kulturella bakgrunder oundvikligen leder till konflikter och mot idén att dessa människor inte kan anpassa sig till andra kulturella miljöer än den de kommit från.
Ett centralt tema i utredningen är idén om förändring och utveckling, inte bara i kulturella uttryck och traditioner, men även i hur individer och grupper betraktas och definieras. Det konstateras att "hur man än definierar kultur måste också konstateras att den ständigt utvecklas."
Utredningen påpekar också att Sverige har en lång historia av övergrepp på mänsklig värdighet (mot samer, finnar, resande, judar och romer), även efter demokratins genombrott, och att dessa övergrepp ofta har haft folkligt stöd.

## Utredningens förslag på åtgärder
Utredningen föreslår följande tio åtgärder för att motverka främlingsfientlighet och andra former av intolerans:
1. Att tydligare definiera Diskrimineringsombudsmannens (DO) uppdrag att följa och analysera arbetet mot främlingsfientlighet och intolerans, och att etablera ett nätverk för detta arbete.
2. Att etablera minst en antidiskrimineringsbyrå i varje län/region. Länsstyrelserna ska säkerställa detta och statligt stöd ska öka till cirka 25 miljoner kronor per år.
3. Att ge Forum för levande historia (FLH) uppdraget att informera om islamofobi, med ett tillfört resurstillskott på 2 miljoner kronor per år.
4. Att ge Forum för levande historia (FLH) uppdraget att informera om främlingsfientlighet i Sveriges moderna historia.
5. Att ge Ungdomsstyrelsen uppdraget att ge projektbidrag och verksamhetsstöd till organisationer som motverkar främlingsfientlighet och intolerans på nätet, samt stöd till en så kallad quick response-funktion.
6. Att stödja en quick response-funktion för att övervaka mediernas rapportering om invandrare, integration och främlingsfientlighet.
7. Att uppdraga till Forskningsrådet för arbetsliv och socialvetenskap (FAS) att utvärdera pågående forskning inom området Internationell migration och etniska relationer (IMER).
8. Att genomföra ett lärarlyft i mänskliga rättigheter, genom att satsa på fortbildning av lärare i mänskliga rättigheter.
9. Att ge Skolinspektionen i uppdrag att i sina tillsyns- och kvalitetsgranskningar redovisa hur attityder till främlingsfientlighet och intolerans utvecklas i skolorna.
10. Att regeringen träffar en överenskommelse med Sveriges Kommuner och Landsting (SKL) om att rekommendera de lokala brottsförebyggande råden att ta upp hatbrott på sin agenda, samt att förbättra statistiken över anmälningar av hatbrott.

## Medlemmar av utredningen

### Särskild utredare
- Bengt Westerberg

### Expertgrupp
- Camilla Abrahamsson, Kansliråd, regeringskansliet
- Erik Amnå, professor, Örebro universitet
- Lisa Bjurwald, journalist
- Valerie DeMarinis, professor, Uppsala universitet
- Marie Demker, professor, Göteborgs universitet
- Lars Dencik, professor, Roskilde universitet
- Kent Eriksson, departementssekreterare, Socialdepartementet (entledigad 1 december 2011)
- Annika Hjelm, undervisningsråd, Skolverket
- Paul Lappalainen, enhetschef, Diskrimineringsombudsmannen
- Birgitta Löwander, filosofie doktor (entledigad 1 oktober 2012)
- Helene Lööw, docent, Uppsala universitet
- Orlando Mella, professor, Uppsala universitet
- Jens Rydgren, professor, Stockholms universitet
- Johanna Wistedt, departementssekreterare, Arbetsmarknadsdepartementet (entledigad 31 januari 2012)
- Christian Åhlund, generalsekreterare, International Legal Association Consortium (ILAC)
- Klara Granat, departementssekreterare, Socialdepartementet (förordnad 10 februari 2012, entledigad 18 juni 2012)
- Teresia Ståhle, departementssekreterare, Arbetsmarknadsdepartementet (förordnad 31 januari 2012)
- Jacob Holm, departementssekreterare, Socialdepartementet (förordnad 18 juni 2012)

### Sekreterare
- Christina Olsson Bohlin, filosofie doktor, sekreterare